# Cyphia richardsiae
Cyphia richardsiae är en klockväxtart som beskrevs av Franz Elfried Wimmer. Cyphia richardsiae ingår i släktet Cyphia, och familjen klockväxter. Inga underarter finns listade i Catalogue of Life.